# سام بانج
سام بانج (بالإنجليزية: Sam Pang)‏ هو مقدم تلفزيوني أسترالي، ولد في 3 نوفمبر 1973 في أستراليا.

## وصلات خارجية
- سام بانج على موقع IMDb (الإنجليزية)
- سام بانج على موقع ميوزك برينز (الإنجليزية)
- سام بانج على موقع ديسكوغز (الإنجليزية)
- سام بانج على موقع قاعدة بيانات الفيلم (الإنجليزية)